# Louis Charles Horta
Louis Charles Horta (Brugge, 15 augustus 1821 – Tielt, 16 augustus 1870) was een Belgische uitgever en drukker te Tielt en te Brussel.

## Leven
Horta werd geboren als zoon van de Bruggelingen Louis Horta en Louise Gerbo. Hij was aanvankelijk drukker en uitgever te Tielt, waar hij het liberale blad De Thieltenaer (1843-1858) uitgaf. Hij was ook de uitgever in 1849 van de eerste nummers van het Eeklose weekblad de Eecloonaar. Nog hetzelfde jaar verkocht hij het blad aan de familie Ryffranck uit Eeklo. In 1850 trok hij naar Brussel waar hij het liberale blad De Vlaemsche Stem uitgaf. In 1851 keerde hij terug naar Tielt.
Zijn zoon Edmond Victor Louis (1846-1883) nam de zaak van zijn vader over. Die was gehuwd met Marie Herreboudt, dochter van de Brugse uitgever en drukker van de Gazette van Brugge Louis Herreboudt. Het bedrijf in Tielt werd verder geleid door de weduwe Horta-Herreboudt. Haar zoon Georges Horta verkocht in 1909 de drukkerij aan Joris Lannoo. Het bedrijf werd zo de basis van de drukkerij en uitgeverij Lannoo.